# Dominanta kompozycyjna
Dominanta kompozycyjna – nadrzędny element kompozycyjny dzieła literackiego, któremu podporządkowane są pozostałe (np. podmiot liryczny w liryce lub fabuła w dramacie). Mogą to być trzy najważniejsze wyrazy lub zdania.